# OxiClean
OxiClean es una marca de limpiadores para el hogar, detergentes para la ropa y quitamanchas de la empresa Church & Dwight. Anteriormente la marca fue propiedad de Orange Glo International desde su introducción en 1997 hasta que fue adquirida en 2006.

## Historia
Cuando fue lanzada al mercado en 1997 por la empresa Orange Glo International, se comenzó a publicitar este producto a través de infomerciales con Billy Mays en los Estados Unidos y Canadá como un "limpiador milagroso" a partir de 2000. Church & Dwight adquirió la marca OxiClean (junto con Orange Glo y otras) mediante la adquisición de Orange Glo International en 2006; en ese momento, la marca OxiClean expandió su mercado a detergentes para ropa con el lanzamiento de OxiClean Detergent Ball, seguido del lanzamiento de OxiClean Liquid Laundry Detergent en 2014. Continuó con el respaldo de Mays hasta su fallecimiento en 2009. El producto ahora está respaldado por el amigo y compañero de trabajo de Mays, Anthony Sullivan, desde 2009. Mays y Sullivan aparecieron en el programa Pitchmen de Discovery Channel, en el que el producto apareció varias veces.

## Descripción
Uno de los ingredientes activos de OxiClean es el percarbonato de sodio (Na2CO3•H2O2), un aducto de carbonato de sodio (Na2CO3) y peróxido de hidrógeno (H2O2). Esto se descompone en peróxido de hidrógeno cuando se disuelve en agua. Estos ingredientes se descomponen de forma segura en el medio ambiente y no dejan subproductos tóxicos.
Los productos relacionados de OxiClean incluyen OxiClean Free Versatile Stain Remover, OxiClean Laundry Stain Remover, OxiClean MaxForce Spray, OxiClean Power Paks, OxiClean Triple Power Stain Fighter, OxiClean White Revive y OxiClean Baby Stain Soaker. The Clorox Company tiene un producto similar, Clorox 2, que tiene ingredientes similares pero que también incluye el compuesto químico TAED (tetraacetiletilenodiamina) que convierte el peróxido en ácido peracético (también conocido como ácido peroxiacético). Otro producto similar, Biz Laundry Booster, añadió enzimas que eliminan las manchas orgánicas y pretende superar a OxiClean en algunas situaciones.